# Мирный (Костромская область)
Мирный — посёлок в составе Судиславского сельского поселения Судиславского района Костромской области, Россия.

## История
В 1966 г. указом президиума ВС РСФСР поселок льнозавода переименован в Мирный.

## Население
| 2008 | 2010 | 2014 |
| ---- | ---- | ---- |
| 236  | ↘190 | ↗244 |